# 林丹丹
林 丹丹（はやし たんたん、1989年7月10日 - ）は、日本の女優。大阪府出身。HONEST所属。

## 略歴
2006年8月2日、高校2年の時にオスカープロモーションが展開する「第11回全日本国民的美少女コンテスト」にてグランプリに選ばれた。大阪の学校（府立千里高等学校）に通っていたが、同年9月に堀越高等学校へ転校した。
2007年、日本中華年イメージガールに選ばれる。
2008年1月、テレビ朝日系ドラマ『交渉人〜THE NEGOTIATOR〜』で主人公の妹・宇佐木澪役でテレビドラマデビューを果たす。
2008年2月、堀越高校を首席で卒業した。
2014年4月末、芸能界を引退した。
2024年1月、芸能事務所HONESTに所属し、10年振りに芸能界に復帰した。また、2013年12月に実業家と結婚し、2児の母になっていることも明らかになった。

## 人物
父親は日本人で、母親は中国人。日本語、英語、中国語が話せるトライリンガルである。

## 出演
役名の太字は主演作品。

### テレビドラマ
- 交渉人〜THE NEGOTIATOR〜シリーズ（2008年・2009年、テレビ朝日） - 宇佐木澪[6]役
  - 交渉人〜THE NEGOTIATOR〜（2008年1月10日 - 2月28日）
  - ドラマスペシャル 交渉人 THE NEGOTIATOR（2009年2月28日）
  - 交渉人〜THE NEGOTIATOR〜II（2009年10月22日 - 12月17日）
- 上海タイフーン（2008年9月13日 - 10月18日、NHK） - 黄琳[7]役
- NTT Docomoスペシャル チャンス!〜彼女が成功した理由〜 全2話（2009年3月7日 - 14日、フジテレビ） - 蔦川由香 役
- ゴッドハンド輝（2009年4月11日 - 5月16日、TBS） - 佐野令以子 役
- ダンディ・ダディ?〜恋愛小説家・伊崎龍之介〜（2009年7月9日 - 9月3日、テレビ朝日） - 松原朋香 役
- ハンチョウ〜神南署安積班〜（2010年1月11日、TBS） - 鳥飼佐和子 役
- 10年先も君に恋して（2010年8月31日 - 10月5日、NHK） - 飯野マリコ 役
- 秘密（2010年10月15日 - 12月10日、テレビ朝日） - 川辺由梨絵 役
- さくら心中 第31話 - 最終話（2011年2月16日 - 4月8日、東海テレビ） - 櫛山さくら 役
- 名探偵コナン 工藤新一への挑戦状 第7話（2011年8月18日、読売テレビ） - 野口美紀 役
- 愛・命 〜新宿歌舞伎町駆け込み寺〜（2011年12月17日、テレビ朝日） - 徳永育代 役
- ハングリー!（2012年1月10日 - 3月20日、関西テレビ） - 戸塚杏 役
- 月曜ゴールデン 新・示談交渉人 裏ファイル2（2012年8月13日、TBS） - 深沢真理 役
- ドクターX〜外科医・大門未知子〜（2012年10月18日 - 12月13日、テレビ朝日） - 奥村藍 役
- ダブルス〜二人の刑事（2013年4月18日 - 6月13日、テレビ朝日） - 丸山和美 役

### 映画
- 天童風鈴（2008年制作）[8] - たか 役
- 交渉人 THE MOVIE タイムリミット 高度10000mの頭脳戦（2010年2月11日、東映） - 宇佐木澪 役
- 女優（2012年11月3日、DECCI） - 小麗 役

### 舞台
- 明治座創業140周年記念 「黒蜥蜴」（2012年6月1日 - 6月24日、明治座） - 岩瀬早苗 役

### その他テレビ番組
- 恋愛百景（テレビ朝日）
  - 第61話 「冬のあったかデート編」（2008年1月21日）
  - 第89話 「怪談デート編」（2008年8月11日）
  - 第129話 「魅惑の餃子デート編」（2009年6月1日）
- 奇跡体験!アンビリバボー（2008年6月26日・7月10日・8月7日、フジテレビ）
- NHK高校講座「世界史」（2012年 - 2013年、第7回・第16回・第29回・第33回、NHK総合） 2015年3月まで3年間放送。
- 中居正広のミになる図書館 （2013年7月2日、テレビ朝日）怪しい美文字大辞典

### CM・広告
- 朝日新聞 広告特集「7/23〜今日はふみの日」（2012年7月23日夕刊）

## 作品

### DVD
- 第11回全日本国民的美少女コンテスト 国民的美少女2006（2006年11月15日、イーネット・フロンティア）

## 書籍

### 雑誌連載
- 日刊スポーツ「林丹丹のニーハオ“タン”検隊」（2009年7月 - 2010年11月） - 連載

### カレンダー
- 2008年度版カレンダー（2007年10月22日、ハゴロモ）

## その他・受賞
- 第9回世界華商大会[9] 2007年日本中華年 イメージガール[10]（2006年11月 - ）
- シンデレラIII 戻された時計の針発売記念 「ベスト・シンデレラ」[11]（2007年2月 ブエナビスタ ディズニーDVD）
- 羽田空港限定 空スイーツ 共同開発 [12]（2007年10月 - 2008年1月）
- 2009 Asia Model Festival Awards アジアスター賞 受賞 （2009年1月15日）